# Paradoxul lui Loschmidt
În fizică, paradoxul lui Loschmidt (numit astfel după Johann Josef Loschmidt) este obiecția că nu ar trebui să fie posibilă deducerea unui proces ireversibil din dinamica simetrică în timp. Acest lucru pune simetria inversării în timp a (aproape) tuturor proceselor fizice fundamentale de nivel scăzut cunoscute în contradicție cu orice încercare de a deduce din acestea a principiului al doilea al termodinamicii care descrie comportamentul sistemelor macroscopice. Ambele sunt principii bine acceptate în fizică, cu sprijin experimental și teoretic solid, dar par a fi în conflict, de unde paradoxul.

## Origine
Critica lui Loschmidt a fost provocată de teorema H⁠(d) a lui Ludwig Boltzmann, care a folosit teoria cinetică a gazelor pentru a explica creșterea entropiei într-un gaz ideal aflat într-o stare de neechilibru, când moleculele gazului sunt lăsate să se ciocnească. În 1876 Loschmidt a subliniat că, dacă există o mișcare a unui sistem din momentul de timp t0 până în momentul t1 și în momentul t2 care duce la o scădere constantă a lui H (creșterea entropiei) în timp, atunci există o altă stare de mișcare permisă a sistemului la t1, găsită prin inversarea tuturor vitezelor, în care H trebuie să crească. Acest lucru a arătat că una dintre ipotezele cheie ale lui Boltzmann, haosul molecular⁠(d), că toate vitezele particulelor erau complet necorelate, nu a rezultat din dinamica newtoniană. Se poate afirma că posibilele corelații sunt neinteresante și, prin urmare, se decide să fie ignorate; dar dacă se face așa, a fost schimbat conceptual sistemul, injectând un element de asimetrie timp prin acea acțiune.
Legile reversibile ale mișcării nu pot explica de ce universul se află în acest moment într-o stare de entropie relativ scăzută comparativ cu entropia de echilibru a morții termice a universului și nici că în trecut entropia universului să fi fost și mai mică (în special la Big Bang).
Autorii ulteriori au inventat termenul „demonul lui Loschmidt” (prin analogie cu demonul lui Maxwell) pentru o entitate care este capabilă să inverseze evoluția în timp într-un sistem microscopic, în cazul prezentat de ei de spinuri nucleare, ceea ce este adevărat, chiar dacă experimental este posibil doar pentru scurt timp.
În 1874, cu doi ani înainte de lucrarea lui Loschmidt, în lucrarea sa, "The kinetic theory of the dissipation of energy" (în română Teoria cinetică a disipării energiei), William Thomson a susținut al doilea principiu împotriva obiecției de inversare a timpului.